# Britton (Michigan)
Pour les articles homonymes, voir Britton.
Britton est un village située dans le comté de Lenawee dans l'état du Michigan.
Sa population était de 586 habitants en 2010.

## Galerie

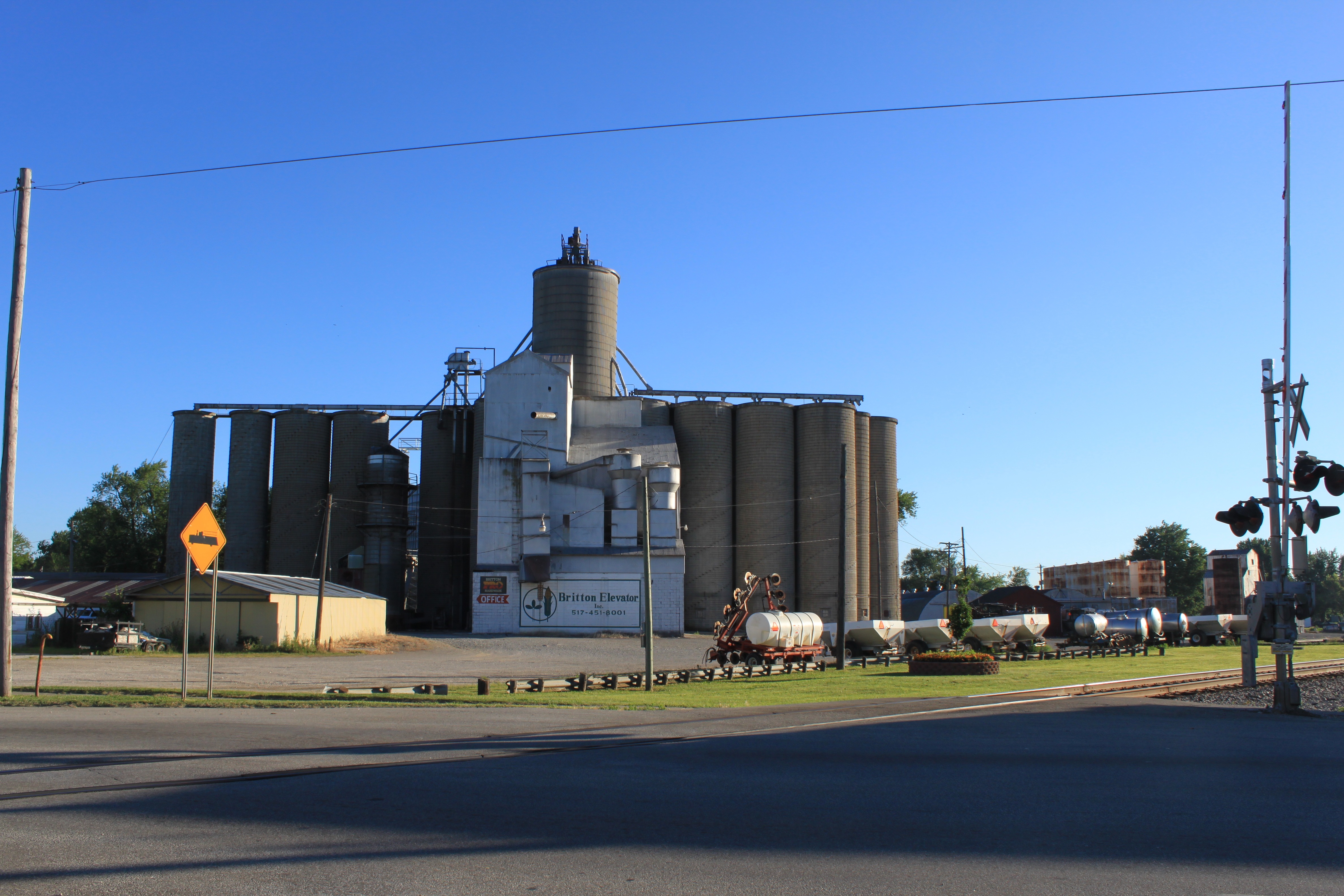
Britton Elevator Inc., N. Main St.
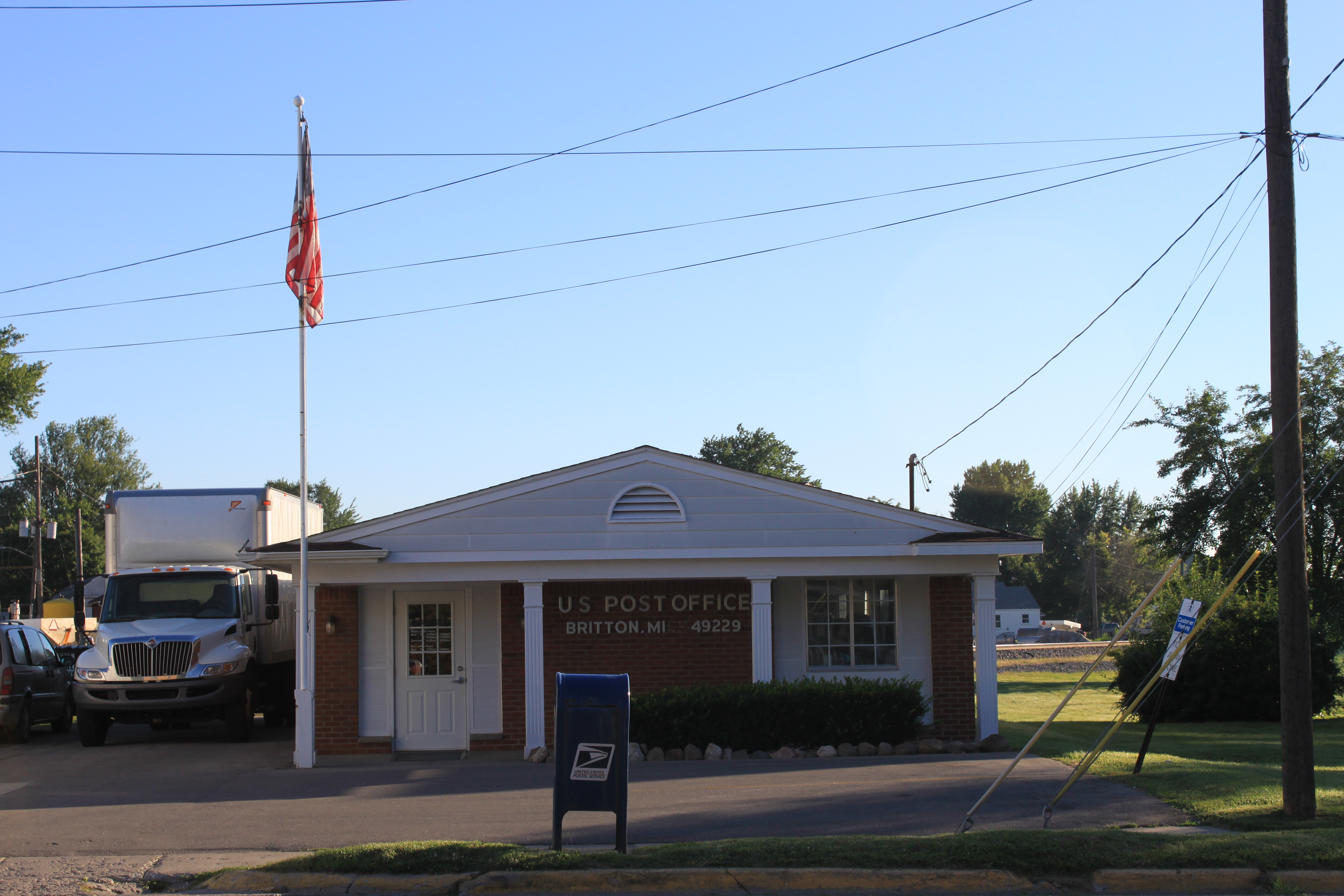
Britton Post office, E. Chicago Blvd.
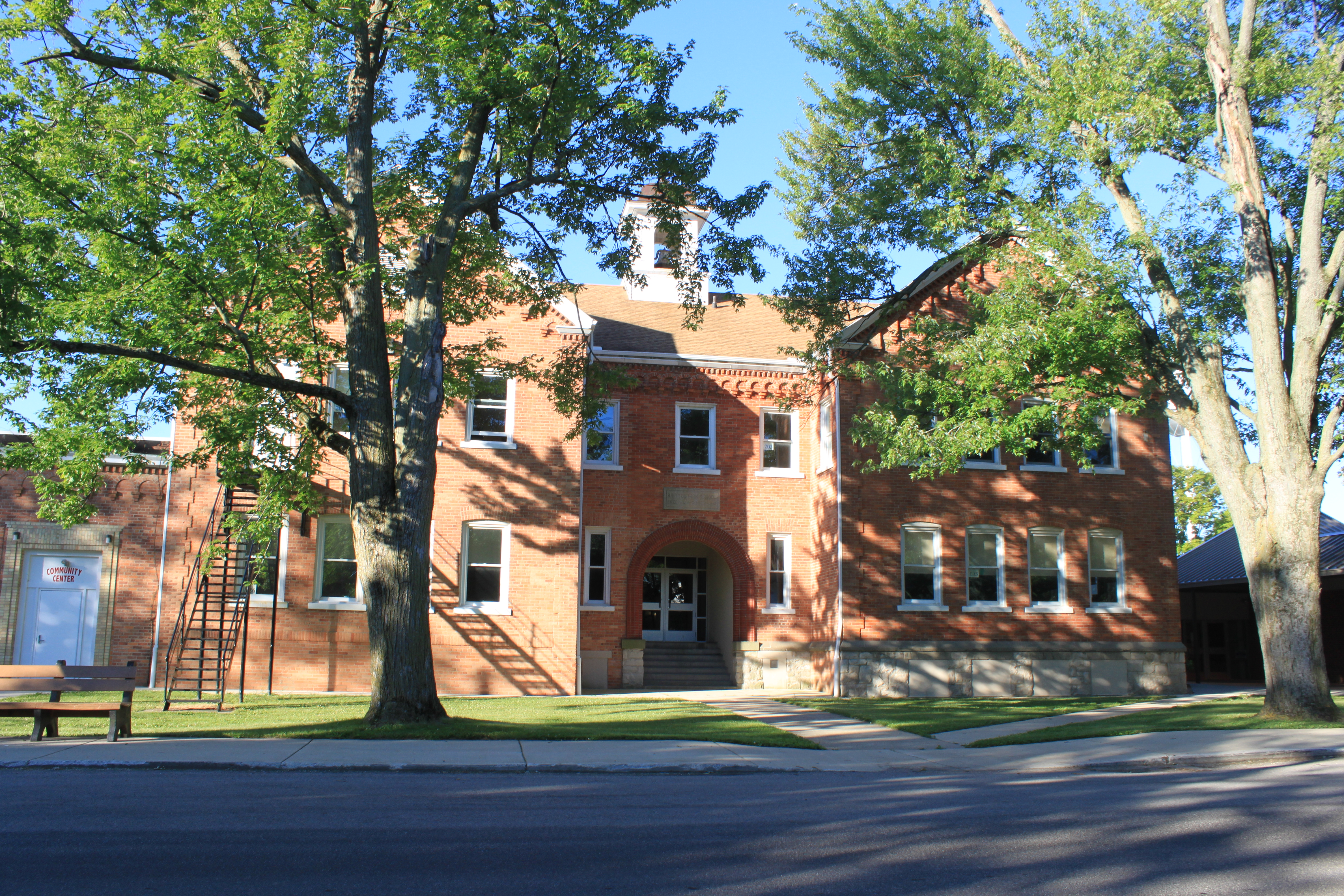
Britton High School, College Ave.
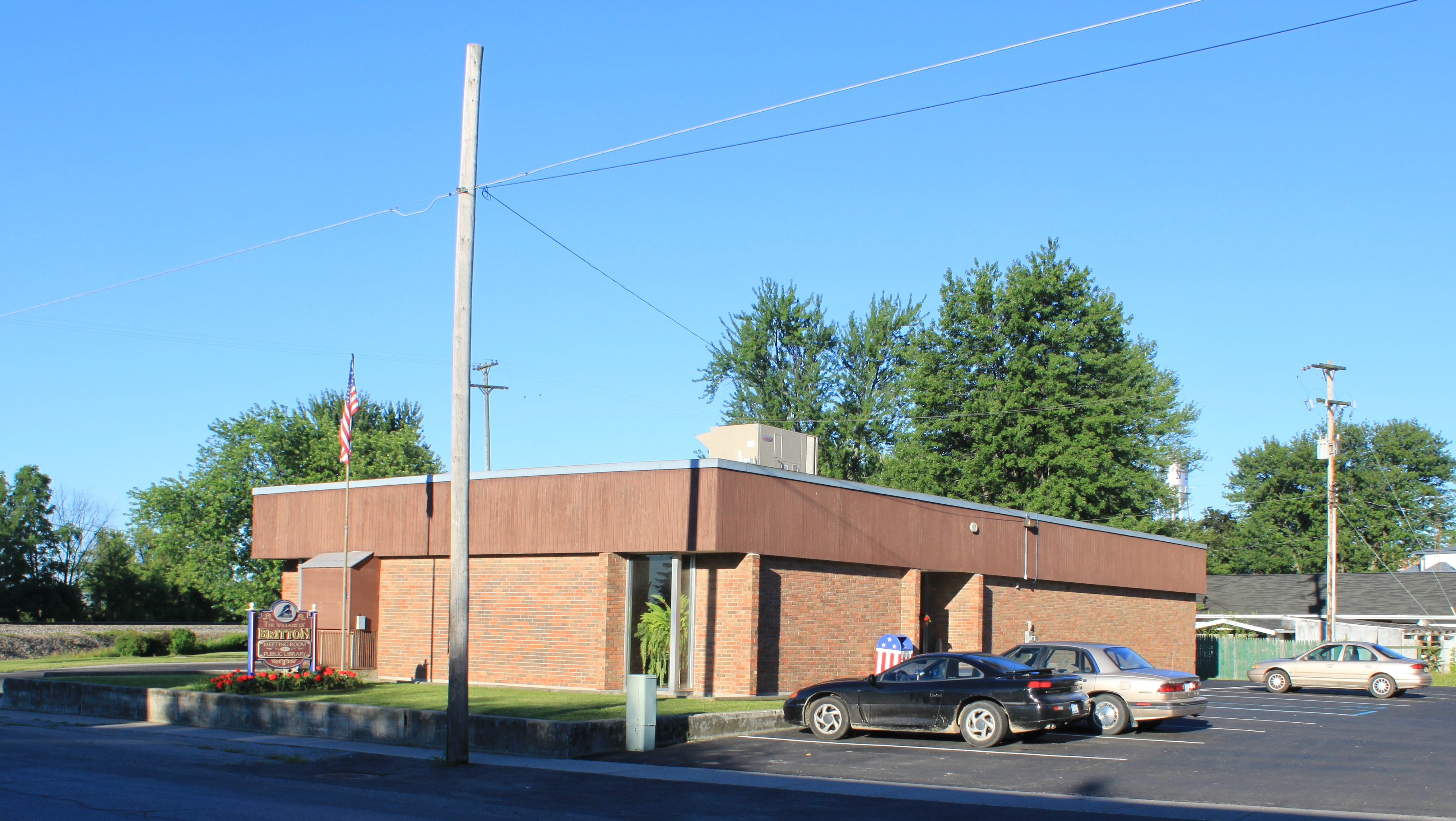
Public Library, S. Main St.